# Coupe du monde de patinage de vitesse 2012-2013
Navigation
Édition précédente Édition suivante
La coupe du monde de patinage de vitesse 2012 - 2013 est une compétition internationale qui se déroule durant la saison hivernale. La saison est rythmée par plusieurs épreuves selon les distances entre le 16 novembre 2012 à Heerenveen (Pays-Bas) et le 10 mars 2013 à Heerenveen de nouveau pour la finale. La compétition est organisée par l'Union internationale de patinage.
Les différentes épreuves sont le 500 mètres, 1 000 mètres, 1 500 mètres, la longue distance 5 000/10 000 mètres et la poursuite par équipes chez les hommes, chez les femmes les épreuves sont le 500 mètres, 1 000 mètres, 1 500 mètres, la longue distance 3 000/5 000/10 000 mètres, la poursuite par équipes et le mass start.

## Calendrier

### Hommes
| Date                   | Lieu       | Épreuve              | Vainqueur            | Second           | Troisième             |
| ---------------------- | ---------- | -------------------- | -------------------- | ---------------- | --------------------- |
| 16 au 18 novembre 2012 | Heerenveen | 500 m (1)            | Pekka Koskela        | Artur Waś        | Jan Smeekens          |
| 16 au 18 novembre 2012 | Heerenveen | 500 m (2)            | Joji Kato            | Jan Smeekens     | Mo Tae-bum            |
| 16 au 18 novembre 2012 | Heerenveen | 1000 m               | Denny Morrison       | Pekka Koskela    | Kjeld Nuis            |
| 16 au 18 novembre 2012 | Heerenveen | 1500 m               | Maurice Vriend       | Håvard Bøkko     | Sverre Lunde Pedersen |
| 16 au 18 novembre 2012 | Heerenveen | 5000 m               | Sven Kramer          | Jorrit Bergsma   | Jan Blokhuijsen       |
| 16 au 18 novembre 2012 | Heerenveen | mass start           | Christijn Groeneveld | Arjan Stroetinga | Alexis Contin         |
| 16 au 18 novembre 2012 | Heerenveen | poursuite par équipe | Pays-Bas             | Russie           | Corée du Sud          |
| 24 au 25 novembre 2012 | Kolomna    | 1500 m               | Koen Verweij         | Bart Swings      | Brian Hansen          |
| 24 au 25 novembre 2012 | Kolomna    | 5000 m               | Sven Kramer          | Jan Blokhuijsen  | Jorrit Bergsma        |
| 24 au 25 novembre 2012 | Kolomna    | mass start           | Jorrit Bergsma       | Ewen Fernandez   | Alexis Contin         |
| 1 au 2 décembre 2012   | Astana     | 1500 m               | Shani Davis          | Håvard Bøkko     | Zbigniew Brodka       |
| 1 au 2 décembre 2012   | Astana     | 10000 m              | Jorrit Bergsma       | Bob de Jong      | Lee Seung-hoon        |
| 1 au 2 décembre 2012   | Astana     | poursuite par équipe | Pays-Bas             | Corée du Sud     | Norvège               |
| 8 au 9 décembre 2012   | Nagano     | 500 m (1)            | Pekka Koskela        | Michel Mulder    | Tucker Fredricks      |
| 8 au 9 décembre 2012   | Nagano     | 500 m (2)            | Keiichiro Nagashima  | Gilmore Junio    | Jan Smeekens          |
| 8 au 9 décembre 2012   | Nagano     | 1000 m (1)           | Pekka Koskela        | Samuel Schwarz   | Lee Kyou-hyuk         |
| 8 au 9 décembre 2012   | Nagano     | 1000 m (2)           | Hein Otterspeer      | Denny Morrison   | Kjeld Nuis            |
| 15 au 16 décembre 2012 | Harbin     | 500 m (1)            | Jan Smeekens         | Michel Mulder    | Joji Kato             |
| 15 au 16 décembre 2012 | Harbin     | 500 m (2)            | Joji Kato            | Michel Mulder    | Jan Smeekens          |
| 15 au 16 décembre 2012 | Harbin     | 1000 m (1)           | Shani Davis          | Hein Otterspeer  | Samuel Schwarz        |
| 15 au 16 décembre 2012 | Harbin     | 1000 m (2)           | Samuel Schwarz       | Shani Davis      | Hein Otterspeer       |
| 19 au 20 janvier 2013  | Calgary    | 500 m (1)            | Jan Smeekens         | Pekka Koskela    | Jamie Gregg           |
| 19 au 20 janvier 2013  | Calgary    | 500 m (2)            | Jan Smeekens         | Joji Kato        | Michel Mulder         |
| 19 au 20 janvier 2013  | Calgary    | 1000 m (1)           | Shani Davis          | Kjeld Nuis       | Michel Mulder         |
| 19 au 20 janvier 2013  | Calgary    | 1000 m (2)           | Hein Otterspeer      | Shani Davis      | Samuel Schwarz        |
| 9 au 10 février 2013   | Inzell     | 1500 m               | Denis Yuskov         | Zbigniew Bródka  | Brian Hansen          |
| 9 au 10 février 2013   | Inzell     | 5000 m               | Sven Kramer          | Bob de Jong      | Jorrit Bergsma        |
| 9 au 10 février 2013   | Inzell     | mass start           | Arjan Stroetinga     | Haralds Silovs   | Christijn Groeneveld  |
| 1 au 3 mars 2013       | Erfurt     | 500 m (1)            | Jan Smeekens         | Joji Kato        | Ronald Mulder         |
| 1 au 3 mars 2013       | Erfurt     | 500 m (2)            | Jan Smeekens         | Joji Kato        | Ronald Mulder         |
| 1 au 3 mars 2013       | Erfurt     | 1000 m               | Brian Hansen         | Stefan Groothuis | Dmitry Lobkov         |
| 1 au 3 mars 2013       | Erfurt     | 1500 m               | Zbigniew Bródka      | Haralds Silovs   | Brian Hansen          |
| 1 au 3 mars 2013       | Erfurt     | 10000 m              | Bob de Jong          | Jorrit Bergsma   | Lee Seung-hoon        |
| 1 au 3 mars 2013       | Erfurt     | poursuite par équipe | Pays-Bas             | Corée du Sud     | Pologne               |
| 8 au 10 mars 2013      | Heerenveen | 500 m (1)            | Jan Smeekens         | Jamie Gregg      | Ronald Mulder         |
| 8 au 10 mars 2013      | Heerenveen | 500 m (2)            | Jan Smeekens         | Joji Kato        | Ronald Mulder         |
| 8 au 10 mars 2013      | Heerenveen | 1000 m               | Stefan Groothuis     | Mark Tuitert     | Kjeld Nuis            |
| 8 au 10 mars 2013      | Heerenveen | 1500 m               | Bart Swings          | Zbigniew Bródka  | Shani Davis           |
| 8 au 10 mars 2013      | Heerenveen | 5000 m               | Sven Kramer          | Jorrit Bergsma   | Bob de Jong           |
| 8 au 10 mars 2013      | Heerenveen | mass start           | Bart Swings          | Joo Hyung-joon   | Arjan Stroetinga      |
| 8 au 10 mars 2013      | Heerenveen | poursuite par équipe | Pays-Bas             | Corée du Sud     | Russie                |

### Femmes
| Date                   | Lieu       | Épreuve              | Vainqueur                         | Second                            | Troisième           |
| ---------------------- | ---------- | -------------------- | --------------------------------- | --------------------------------- | ------------------- |
| 16 au 18 novembre 2012 | Heerenveen | 500 m (1)            | Lee Sang-hwa                      | Heather Richardson                | Nao Kodaira         |
| 16 au 18 novembre 2012 | Heerenveen | 500 m (2)            | Lee Sang-hwa                      | Heather Richardson                | Jenny Wolf          |
| 16 au 18 novembre 2012 | Heerenveen | 1000 m               | Heather Richardson                | Zhang Hong (patineuse de vitesse) | Lotte van Beek      |
| 16 au 18 novembre 2012 | Heerenveen | 1500 m               | Christine Nesbitt                 | Marrit Leenstra                   | Lotte van Beek      |
| 16 au 18 novembre 2012 | Heerenveen | 3000 m               | Stephanie Beckert                 | Martina Sáblíková                 | Jorien Ter Mors     |
| 16 au 18 novembre 2012 | Heerenveen | mass start           | Mariska Huisman                   | Jorien Ter Mors                   | Claudia Pechstein   |
| 16 au 18 novembre 2012 | Heerenveen | poursuite par équipe | Allemagne                         | Pays-Bas                          | Canada              |
| 24 au 25 novembre 2012 | Kolomna    | 1500 m               | Marrit Leenstra                   | Yekaterina Shikhova               | Christine Nesbitt   |
| 24 au 25 novembre 2012 | Kolomna    | 3000 m               | Claudia Pechstein                 | Martina Sáblíková                 | Marije Joling       |
| 24 au 25 novembre 2012 | Kolomna    | mass start           | Kim Bo-reum                       | Ivanie Blondin                    | Mariska Huisman     |
| 1 au 2 décembre 2012   | Astana     | 1500 m               | Christine Nesbitt                 | Marrit Leenstra                   | Linda de Vries      |
| 1 au 2 décembre 2012   | Astana     | 5000 m               | Martina Sáblíková                 | Claudia Pechstein                 | Olga Graf           |
| 1 au 2 décembre 2012   | Astana     | poursuite par équipe | Canada                            | Corée du Sud                      | Pays-Bas            |
| 8 au 9 décembre 2012   | Nagano     | 500 m (1)            | Lee Sang-hwa                      | Nao Kodaira                       | Heather Richardson  |
| 8 au 9 décembre 2012   | Nagano     | 500 m (2)            | Lee Sang-hwa                      | Jenny Wolf                        | Nao Kodaira         |
| 8 au 9 décembre 2012   | Nagano     | 1000 m (1)           | Heather Richardson                | Christine Nesbitt                 | Lotte van Beek      |
| 8 au 9 décembre 2012   | Nagano     | 1000 m (2)           | Christine Nesbitt                 | Heather Richardson                | Lotte van Beek      |
| 15 au 16 décembre 2012 | Harbin     | 500 m (1)            | Lee Sang-hwa                      | Jenny Wolf                        | Yu Jing             |
| 15 au 16 décembre 2012 | Harbin     | 500 m (2)            | Lee Sang-hwa                      | Yu Jing                           | Nao Kodaira         |
| 15 au 16 décembre 2012 | Harbin     | 1000 m (1)           | Karolina Erbanová                 | Zhang Hong (patineuse de vitesse) | Margot Boer         |
| 15 au 16 décembre 2012 | Harbin     | 1000 m (2)           | Zhang Hong (patineuse de vitesse) | Karolina Erbanová                 | Olga Fatkulina      |
| 19 au 20 janvier 2013  | Calgary    | 500 m (1)            | Lee Sang-hwa                      | Heather Richardson                | Yu Jing             |
| 19 au 20 janvier 2013  | Calgary    | 500 m (2)            | Lee Sang-hwa                      | Heather Richardson                | Margot Boer         |
| 19 au 20 janvier 2013  | Calgary    | 1000 m (1)           | Heather Richardson                | Christine Nesbitt                 | Brittany Bowe       |
| 19 au 20 janvier 2013  | Calgary    | 1000 m (2)           | Heather Richardson                | Ireen Wüst                        | Brittany Bowe       |
| 9 au 10 février 2013   | Inzell     | 1500 m               | Ireen Wüst                        | Diane Valkenburg                  | Yekaterina Shikhova |
| 9 au 10 février 2013   | Inzell     | 3000 m               | Ireen Wüst                        | Diane Valkenburg                  | Martina Sáblíková   |
| 9 au 10 février 2013   | Inzell     | mass start           | Kim Bo-reum                       | Francesca Lollobrigida            | Mariska Huisman     |
| 1 au 3 mars 2013       | Erfurt     | 500 m (1)            | Wang Beixing                      | Thijsje Oenema                    | Jenny Wolf          |
| 1 au 3 mars 2013       | Erfurt     | 500 m (2)            | Wang Beixing                      | Olga Fatkulina                    | Thijsje Oenema      |
| 1 au 3 mars 2013       | Erfurt     | 1000 m               | Brittany Bowe                     | Ireen Wüst                        | Olga Fatkulina      |
| 1 au 3 mars 2013       | Erfurt     | 1500 m               | Ireen Wüst                        | Diane Valkenburg                  | Marrit Leenstra     |
| 1 au 3 mars 2013       | Erfurt     | 5000 m               | Martina Sáblíková                 | Stephanie Beckert                 | Claudia Pechstein   |
| 1 au 3 mars 2013       | Erfurt     | poursuite par équipe | Pays-Bas                          | Canada                            | Pologne             |
| 8 au 10 mars 2013      | Heerenveen | 500 m (1)            | Jenny Wolf                        | Wang Beixing                      | Lee Sang-hwa        |
| 8 au 10 mars 2013      | Heerenveen | 500 m (2)            | Lee Sang-hwa                      | Wang Beixing                      | Thijsje Oenema      |
| 8 au 10 mars 2013      | Heerenveen | 1000 m               | Christine Nesbitt                 | Zhang Hong (patineuse de vitesse) | Laurine van Riessen |
| 8 au 10 mars 2013      | Heerenveen | 1500 m               | Ireen Wüst                        | Lotte van Beek                    | Christine Nesbitt   |
| 8 au 10 mars 2013      | Heerenveen | 3000 m               | Ireen Wüst                        | Diane Valkenburg                  | Linda de Vries      |
| 8 au 10 mars 2013      | Heerenveen | mass start           | Irene Schouten                    | Ivanie Blondin                    | Kim Bo-reum         |
| 8 au 10 mars 2013      | Heerenveen | poursuite par équipe | Pays-Bas                          | Canada                            | Pologne             |

## Classement général
| Rang | Nom            | Total |
| ---- | -------------- | ----- |
| 1    | Jorrit Bergsma | 74.50 |
| 2    | Jan Smeekens   | 54.50 |
| 3    | Shani Davis    | 50.50 |
| 4    | Bart Swings    | 50.00 |
| 5    | Bob de Jong    | 48.50 |

| Rang | Nom               | Total |
| ---- | ----------------- | ----- |
| 1    | Ireen Wüst        | 72.00 |
| 2    | Christine Nesbitt | 65.50 |
| 3    | Diane Valkenburg  | 63.00 |
| 4    | Claudia Pechstein | 59.00 |
| 5    | Lee Sang-hwa      | 55.75 |

## Classements de chaque discipline

### 500 m
| Rang | Nom           | Points |
| ---- | ------------- | ------ |
| 1    | Jan Smeekens  | 1130   |
| 2    | Joji Kato     | 896    |
| 3    | Michel Mulder | 665    |
| 4    | Ronald Mulder | 640    |
| 5    | Jamie Gregg   | 480    |

| Rang | Nom                | Points |
| ---- | ------------------ | ------ |
| 1    | Lee Sang-hwa       | 1055   |
| 2    | Jenny Wolf         | 851    |
| 3    | Wang Beixing       | 756    |
| 4    | Olga Fatkulina     | 569    |
| 5    | Heather Richardson | 568    |

### 1000 m
| Rang | Nom             | Points |
| ---- | --------------- | ------ |
| 1    | Kjeld Nuis      | 482    |
| 2    | Hein Otterspeer | 479    |
| 3    | Shani Davis     | 456    |
| 4    | Samuel Schwarz  | 445    |
| 5    | Denny Morrison  | 325    |

| Rang | Nom                               | Points |
| ---- | --------------------------------- | ------ |
| 1    | Heather Richardson                | 525    |
| 2    | Brittany Bowe                     | 480    |
| 3    | Karolina Erbanová                 | 465    |
| 4    | Christine Nesbitt                 | 438    |
| 5    | Zhang Hong (patineuse de vitesse) | 420    |

### 1500 m
| Rang | Nom             | Points |
| ---- | --------------- | ------ |
| 1    | Zbigniew Bródka | 460    |
| 2    | Bart Swings     | 336    |
| 3    | Håvard Bøkko    | 329    |
| 4    | Denis Yuskov    | 323    |
| 5    | Shani Davis     | 293    |

| Rang | Nom               | Points |
| ---- | ----------------- | ------ |
| 1    | Marrit Leenstra   | 411    |
| 2    | Christine Nesbitt | 375    |
| 3    | Ireen Wüst        | 350    |
| 4    | Linda de Vries    | 280    |
| 5    | Lotte van Beek    | 263    |

### Longue distance
| Rang | Nom             | Points |
| ---- | --------------- | ------ |
| 1    | Jorrit Bergsma  | 520    |
| 2    | Bob de Jong     | 485    |
| 3    | Sven Kramer     | 450    |
| 4    | Lee Seung-hoon  | 347    |
| 5    | Jan Blokhuijsen | 305    |

| Rang | Nom               | Points |
| ---- | ----------------- | ------ |
| 1    | Martina Sáblíková | 475    |
| 2    | Claudia Pechstein | 421    |
| 3    | Diane Valkenburg  | 410    |
| 4    | Stephanie Beckert | 371    |
| 5    | Marije Joling     | 291    |

### Poursuite par équipes
| Rang | Nom          | Points |
| ---- | ------------ | ------ |
| 1    | Pays-Bas     | 450    |
| 2    | Corée du Sud | 350    |
| 3    | Russie       | 285    |
| 4    | Norvège      | 255    |
| 5    | Pologne      | 160    |

| Rang | Nom          | Points |
| ---- | ------------ | ------ |
| 1    | Pays-Bas     | 400    |
| 2    | Canada       | 370    |
| 3    | Pologne      | 295    |
| 4    | Allemagne    | 280    |
| 5    | Corée du Sud | 160    |

### Mass start
| Rang | Nom                  | Points |
| ---- | -------------------- | ------ |
| 1    | Arjan Stroetinga     | 330    |
| 2    | Bart Swings          | 310    |
| 3    | Jordan Belchos       | 216    |
| 4    | Christijn Groeneveld | 212    |
| 5    | Jorrit Bergsma       | 195    |

| Rang | Nom               | Points |
| ---- | ----------------- | ------ |
| 1    | Kim Bo-reum       | 365    |
| 2    | Mariska Huisman   | 330    |
| 3    | Ivanie Blondin    | 300    |
| 4    | Irene Schouten    | 210    |
| 5    | Claudia Pechstein | 183    |